# Blue Hawaii (film)
Blue Hawaii är en Elvisfilm från 1961.

## Handling
Chad har precis lämnat armén och är glad över att vara tillbaka på Hawaii med sin surfbräda, sina vänner på stranden och sin flickvän. Hans pappa vill att han ska arbeta på fruktbolaget, men det vill inte Chad som i stället börjar jobba som guide på sin flickväns pappas företag.

## Om filmen
Filmen spelades in den 17 mars–17 april 1961 i Kapaa, Coconut Coast, Hanuma Bay, Honolulu och Lā'ie. Den hade världspremiär i USA den 22 november 1961 och svensk premiär den 31 mars 1962 på Rio i Eskilstuna samt Olympia och Alcazar i Stockholm. Vid premiären var åldersgränsen 11 år, men filmen blev barntillåten i juli 1973.

## Rollista (urval)
- Elvis Presley – Chad Gates
- Joan Blackman – Maile Duval
- Angela Lansbury – Sarah Lee Gates
- Nancy Walters – Abigail Prentice
- Jenny Maxwell – Ellie Corbett

## Musik i filmen
- Blue Hawaii, skriven av Leo Robin och Ralph Rainger, framförd av Elvis Presley
- Almost Always True, skriven av Fred Wise och Ben Weisman, framförd av Elvis Presley
- Aloha Oe, skriven av Queen Liliuokalani, framförd av Elvis Presley
- No More, skriven av Don Robertson och Hal Blair, framförd av Elvis Presley
- Can't Help Falling In Love, skriven av George David Weiss, Hugo Peretti och Luigi Creatore, framförd av Elvis Presley
- Rock-a-Hula Baby, skriven av Fred Wise, Ben Weisman och Dolores Fuller, framförd av Elvis Presley
- Moonlight Swim, skriven av Sylvia Dee och Ben Weisman, framförd av Elvis Presley
- Ku-u-i-Po, skriven av George David Weiss, Hugo Peretti och Luigi Creatore, framförd av Elvis Presley
- Ito Eats, skriven av Sid Tepper och Roy C. Bennett, framförd av Elvis Presley
- Slicin' Sand, skriven av Sid Tepper och Roy C. Bennett, framförd av Elvis Presley
- Hawaiian Sunset, skriven av Sid Tepper och Roy C. Bennett, framförd av Elvis Presley
- Beach Boy Blues, skriven av Sid Tepper och Roy C. Bennett, framförd av Elvis Presley
- Island Of Love (Kauai), skriven av Sid Tepper och Roy C. Bennett, framförd av Elvis Presley
- Hawaiian wedding Song, skriven av Charles E. King, Al Hoffman och Dick Manning, framförd av Elvis Presley

## Utmärkelser
- 1990 - ASCAP Award - Mest framförda låt, Luigi Creatore, Hugo Peretti och George Weiss för Can't Help Falling in Love